# Vixen (groupe)
Pour les articles homonymes, voir Vixen.
Vixen est un groupe féminin de glam metal américain, originaire de St. Paul, dans le Minnesota, fondé dans les années 80 par la guitariste Jan Kuehnemund, avec Pia Maiocco à la basse et Janet Gardner au chant. Le groupe eut du succès sur la scène glam rock dans la fin des années 80 et le début des années 90. Le groupe changea de constitution à plusieurs reprises. À la mort de Jan Kuehnemund, le 10 octobre 2013 à l'âge de 59 ans, les trois membres restants décident de poursuivre l’aventure Vixen en son hommage.

## Biographie

### Débuts et succès (1980–1991)
Le groupe est formé à St. Paul, dans le Minnesota, non officiellement en 1974 par la guitariste Jan Kuehnemund lorsqu'elle était lycéenne. Le groupe devient le tout premier entièrement féminin (Têtes Noires étant le tout premier groupe de rock féminin originaire de Minneapolis un ou deux ans plus tard). Alex Henderson, d'AllMusic, remonte les débuts du groupe à 1981 à Los Angeles. Après plusieurs changements, le groupe comprend Roxy Petrucci comme batteuse, Share Pedersen (maintenant Share Ross) comme bassiste, Jan Kuehnemund comme guitariste et Janet Gardner comme chanteuse.

### Première réunion (1987–1998)
Le groupe, nommé Vixen, aborde une démarche assez proche de Van Halen puisque les filles décident de ne pas proposer d'enregistrements en studio au public avant d'être reconnues sur scène. C'est ainsi qu'elles tourneront pendant deux ans avant que le label EMI ne les signe en 1988. De là sortira l'album Vixen en 1988, suivi de Rev It Up en 1990 marqué notamment par un son plus poli mais toujours aussi tranchant. Après être passé très près de la séparation, Vixen se reforme pour l'album Tangerine en 1998 marqué par le départ de la guitariste et de la bassiste.

### Dernières activités (depuis 2001)
Jan Kuehnemund en 2002 reprend le nom de Vixen et reforme le groupe avec Kat Kraft comme batteuse, Jenna Sanz-Agero comme chanteuse et Lynn Louise Lowrey comme bassiste. Roxy Petrucci se joint à sa sœur Maxine Petrucci pour l'aider avec un projet solo au nom de Titania. Share était la chanteuse et la guitariste d'un groupe disparu appelé Bubble.
En 2012, Jan Kuehnemund décide de faire revivre la formation classique de Vixen qui comprend Janet Gardner, Share Pedersen, et Roxy Petrucci. Cependant, en janvier 2013, peu avant l'annonce officielle de cette réunion, on diagnostique un cancer à Jan Kuehnemund, cancer dont elle meurt le 10 octobre 2013 à l'âge de 59 ans. En décembre 2013, les trois membres restants décide de continuer sous le nom de Vixen en hommage à Jan Kuehnemund. Elles jouent plusieurs concerts en 2014 aux États-Unis, en Espagne, et au Canada. En octobre 2014, la batteuse Roxy Petrucci annonce un nouvel album dans lequel une chanson sera dédiée à Jan Kuehnemund. En mars 2017, le groupe a annoncé qu'il se séparait de Gina Stile et a nommé Britt Denaro, qui s'appelle ainsi Britt Lightning, pour lui succéder en tant que nouvelle guitariste. Lightning avait auparavant joué dans Jaded, un autre groupe entièrement féminin qui n'existe plus à l'heure actuelle. Le 16 janvier 2019, Gardner confirma définitivement son départ de Vixen, et le 22 janvier, Lorraine Lewis de Femme Fatale, groupe devenu entièrement féminin lors de sa re-fondation en 2013 et a de nouveau disparu plus tard en 2019, contemporain de Vixen au cours des années 1980, a été nommée à sa place.

## Membres

### Membres actuels
- Rosa Laricchiuta - chant Laricchiuta a fait ses débuts live avec VIXEN  le  vendredi 21 juin 2024 au Honda Center d'Anaheim, en Californie aux côtés de GREAT WHITE, SLAUGHTER et QUIET RIOT)
- Roxy Petrucci – batterie, clarinette, chœurs (1986–1991, 1997–1998, 2001, 2004, 2012–2013, depuis 2013)
- Share Pedersen – basse, chœurs (1987–1991, 2004, 2012–2013, depuis 2013)
- Britt Lightning – guitare solo (depuis 2017) et rythmique (depuis 2019)
- Tyson Leslie – claviers (depuis 2017)

### Anciens membres
- Lorraine Lewis – chant (2019-2024)

- Jan Kuehnemund – guitare solo, chœurs (1974, 1980–1991, 2001–2013 ; décédée en 2013)
- Nancy Kraft – guitare rythmique, chœurs (1974)
- Laurie Hedlund – batterie, chœurs (1974, 1980–1983, 1984–1986)
- Gayle Erickson-DeMatoff – basse, chœurs (1974, 1980–1983)
- Cindy Boettcher – claviers, chœurs (1974, 1980–1984 ; décédée en 2014)
- Marlene Peterson – batterie (1974)
- Nancy Shanks – chant (1974 ; décédée en 2019)
- Noelle Bucci – chant (1980–1983)
- Janet Gardner – chant et guitare rythmique, tambourine (1983–1991, 1997–1998, 2001, 2004, 2012–2013, 2013–2019)
- Liza Carbé – basse, chœurs (1983)
- Tamara Ivanov – guitare rythmique, chœurs (1984–1986)
- Pia Maiocco – basse, chœurs (1984–1986)
- Rana Ross – basse, chœurs (1997–1998 ; décédée en 2003)
- Maxine Petrucci – basse, chœurs (1998)
- Pat Holloway – basse, chœurs (2001)
- Jenna Sanz-Agero – chant (2001–2012)
- Lynn Louise Lowrey – basse, chœurs (2001–2012)
- Kathrin  « Kat » Kraft – batterie, chœurs (2001–2012)
- Gina Stile – guitare solo, chœurs (1997–1998, 2013-2017)

### Membres de session
- Richard Marx – claviers (sur Vixen ; chanson Edge of a Broken Heart)
- Derek Nakamoto – claviers (sur Vixen ; autres chansons)
- Vivian Campbell – guitare (sur Vixen ; chanson Desperate)
- Michael Alemania – claviers (sur Rev It Up)
- Mike Pisculli – basse, chœurs (sur Tangerine)
- Chris Fayz – claviers (sur Live and Learn ; chansons Little Voice, Give Me Away)
- Randy Wooten – claviers (sur Live and Learn ; chanson Suffragette City)
- Paulie Cerra – saxophone (sur Live and Learn ; chanson Suffragette City)
- Robert Lear – cornemuse  (sur Live and Learn ; chanson Give Me Away)

## Discographie

### Albums studio
- 1988 : Vixen
- 1990 : Rev It Up
- 1998 : Tangerine
- 2006 : Live and Learn

### Compilations
- 1999 : The Best of Vixen - Full Throttle
- 2006 : Extended Versions (aka Live in Sweden)